# Barnett River
Der Barnett River ist ein Fluss im Norden des australischen Bundesstaates Western Australia. Er liegt in der Region Kimberley.

## Geografie
Der Fluss entspringt in der Nähe der Siedlung Mount Elizabeth, unterhalb des Mount Lacy und fließt in Form eines S nach Süden, wobei er die Barnett Range im Westen umfließt. Am Südrand dieses Gebirges mündet der Barnett River in den Hann River.

### Nebenflüsse mit Mündungshöhen
- Manning Creek – 401 m
- Station Creek – 393 m[1]